# Ada Initiatief
Het Ada Initiatief was een Amerikaanse organisatie die tussen 2011 en 2015 vrouwen steunde in de open technologie. 
Dit deden zij door onder andere gedragscodes en anti- intimidatiebeleid op te stellen en te pleiten voor genderdiversiteit.
Het Ada Initiatief werd vernoemd naar Ada Lovelace en opgericht door Mary Gardiner en Valerie Aurora.

## Nalatenschap
Het Ada Initiatief schreef uitgebreid over kwesties voor vrouwen in open technologie en open cultuur, met name over intimidatie. Een groot deel van deze artikelen is uitgebracht onder Creative Commons en kan nu nog worden geraadpleegd door nieuwe gemeenschappen.
De belangrijkste verdienste van het initiatief is het wijdverspreide beleid tegen intimidatie, bijvoorbeeld door pesterijen, op open source conferenties. Er zijn sinds het Ada Initiatief geen grote open source-conferenties meer zonder een beleid tegen intimidatie.

## Prijzen en vernoemingen
- Juli 2013: Ada Initiatief’s Directeur wint een van de zes O’Reilly Open Source Awards in 2013
- December 2012: Ada Initiatief oprichters Valerie Aurora and Mary Gardiner worden benoemd als twee van de Influential IT security minds in 2012 door SC Magazine
- Januari 2012: Ada Initiatief medeoprichter Mary Gardiner ontvangt de prijs “Rusty Wrench”, een prijs voor bewezen diensten voor de Australische open software community.
- October 2011: Ada Initiatief oprichters Mary Gardiner en Valerie Aurora worden genoemd in de Femmeonomics Top 50 Vrouwen om te volgen in Tech.

## Links
- https://adainitiative.org/continue-our-work/writing/